# Ликофрон (софист)
Ликофрон (др.-греч. Λυκόφρων); IV в. до н. э.) — древнегреческий философ-софист, ученик Горгия.
Известен по утверждению, процитированному в «Политике» Аристотеля, что «законы являются соглашением и гарантом справедливости в отношениях друг с другом». Это означает, что он рассматривал законы не более, как средство, в контексте (возможно ещё примитивной) теории общественного договора, не придавая им особое значение, в противовес, например, Платону, но схоже с Фрасимахом и Калликлом, хотя их теории (как можно установить из доступных источников) имели более специфический характер.